# Svante Påhlson
Svante Erik Påhlson, född 28 mars 1882 i Ringarum, död 1959, var en svensk militär, företagsledare och konstmecenat.

## Biografi
Svante Påhlson var son till godsägaren Sven Påhlson och Carolina Andersdotter. Han utbildade sig först till militär. Därefter studerade han till gymnastikdirektör på GCI 1908–1910 och i estetiska ämnen på Kungliga Konsthögskolan i Stockholm 1913–1915. Han var major vid Västerbottens regemente och titulerades också senare major. Han övertog ledningen  för familjeföretaget AB Rottneros Bruk 1918 och ledde detta till sin död 1959. Han bodde på Rottneros Herrgård, vars huvudbyggnad brann ned 1929 och som sedan byggdes upp i sin nuvarande form. Vid herrgården skapade Svante Påhlson från 1932 en omfattande blomster- och skulpturpark, nuvarande Rottneros Park.

## Familj
Svante Påhlsons var från 1913 gift med Margareta (Greta) Montgomery (1888–1969), vars far Edvard Montgomery ägde Rottneros. Makarna Påhlsons son Pål Montgomery Påhlson anslöt sig i april 1940 till Norges armé vid den tyska ockupationen och stupade på Näverfjäll vid Narvik den 14 maj 1940, ; därutöver hade makarna döttrarna Ebba Horn af Åminne och Lena Möller.

## Operation Stella Polaris
År 1944 var Svante Påhlson och andra tidigare finlandsengagerade militärer delaktiga i den hemliga, och av svenska myndigheter ej officiellt sanktionerade, Operation Stella Polaris hösten 1944 för att evakuera till Sverige finländska underrättelsedokument i stor skala samt finländsk underrättelsepersonal i samband med Finlands kapitulation till Sovjetunionen under andra världskrigets slutskede. Svante Påhlsons medverkan gällde förvaring av delar av arkivmaterialet på Rottneros. Vad som sedan hände med Stella Polaris-arkiven är inte helt klarlagt, men förmodligen hämtades de 1960 från Rottneros genom den då pensionerade generalen Carl August Ehrensvärds försorg, ett halvår efter Svante Påhlsons död, och brändes på Lövsta sopstation i Stockholm.

## Utmärkelser
- Kommendör av första klassen av Vasaorden, 6 juni 1955.[4]
- Kommendör med stora korset av Nordstjärneorden, 6 juni 1959.[5]